# Cordero en chilindrón

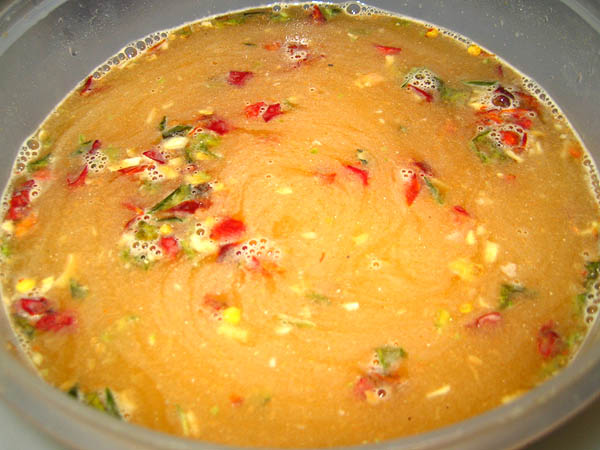
Cordero al chilindrón en una textura caldosa.

El cordero en chilindrón (en algunas ocasiones chilindrón de cordero) es uno de los platos típicos de la cocina de Aragón, Navarra, La Rioja y algunas partes del País Vasco (donde se denomina Txilidron). Se trata de un estofado con verduras que lleva carne de cordero en trozos. El ingrediente más importante es el pimiento choricero, que le da el color y la textura. Aunque en la actualidad puede degustarse a lo largo de todo el año, su consumo de forma tradicional estaba ligado a la primavera,  y sobre todo, a las jornadas festivas y las romerías.

## Características
El principal aroma que proporciona este plato procede del empleo de pimientos y pimiento choricero. Dependiendo de la receta, suele emplear la pierna del cordero. La preparación con chilindrón suscita entre los expertos un debate acerca de si debe o no llevar salsa de tomate. Su uso es ideal en la elaboración de cordero o cabrito. Algunos autores extienden su uso al pollo. Sea como sea, es un guiso elaborado con tomates, pimientos y cebolla. Suele ser acompañado con patatas y servido muy caliente en cazuela de barro. La receta navarra sugiere, como materia prima, la utilización de pierna de cordero pero sin falda y establece la diferenciación con el modo de hacer en Aragón, donde se emplea el pimiento rojo o verde y tomate, y cuya versión se conocería en Navarra como "cordero en fritada". Además del cordero, los pimientos secos, aceite de oliva, agua, ajos, perejil, cáscara de limón y sal, serían los ingredientes genéricos que habría de llevar un legítimo chilindrón navarro. Variantes locales añaden setas, patatas fritas o caracoles.

## Curiosidades
- Ernest Hemingway pone este plato como uno de los preferidos durante su estancia en España.[6]